# The Hobbit (jeu vidéo, 1982)
Pour les articles homonymes, voir Bilbo le Hobbit (homonymie).
The Hobbit est un jeu vidéo sorti en 1982 et inspiré du roman éponyme de J. R. R. Tolkien.

## Système de jeu
Le jeu fait partie du genre de la fiction interactive, où le lecteur interagit avec le jeu en tapant des commandes. L'analyseur syntaxique, responsable de la compréhension des commandes, était avancé pour l'époque, et utilisait un sous-ensemble de l'anglais appelé Inglish,. Au moment de sa sortie, la plupart des fictions interactives utilisaient des simples analyseurs syntaxiques reconnaissant uniquement les constructions de la forme "verbe-nom" (comme "prendre lampe"), mais l'Inglish permettait de reconnaître des phrases complexes comme "ask Gandalf about the curious map then take sword and kill troll with it" ("poser une question à Gandalf sur la carte étrange puis prendre épée et tuer le troll avec elle"). L'analyseur syntaxique était complexe et intuitif, permettant d'utiliser les pronoms, les adverbes ("attaquer violemment le gobelin"), la ponctuation et les prépositions.
La plupart des lieux sont illustrés par une image, basée sur des originaux dessinés par Kent Rees. Sur la version cassette, pour gagner de la place, chaque image est enregistrée dans un format compressé enregistrant les contours, remplis à l'écran par diffusion dans les zones fermées à l'écran. À cause de la lenteur du CPU, chaque scène peut alors prendre plusieurs secondes pour être dessinée. Les versions à bases de disquettes utilisaient des images précalculées de meilleure qualité.
Le jeu a un système physique innovant à base de texte, développé par Veronika Megler. Les objets, y compris les personnages du jeu, ont une taille, un poids et une solidité calculés. Les objets peuvent être placés dans d'autres objets, attachés ensemble à l'aide de corde et endommagés ou cassés. Si le personnage principal est assis sur un tonneau qui est ensuite porté et jeté par une trappe, le joueur suit le mouvement.
Contrairement à d'autres fictions interactives, le jeu est également en temps réel - si le joueur laisse le clavier pendant un certain temps, les événements continuent de se dérouler, la commande « WAIT » étant passée automatiquement avec pour réponse « You wait - time passes ». Une commande « PAUSE » permet d'arrêter tous les événements jusqu'à ce qu'une touche soit pressée.
Le jeu a plusieurs personnages non-joueurs (PNJ), complètement indépendants du joueur et suivant exactement les mêmes règles du jeu. Ils ont leurs allégeances, leurs forces et leurs personnalités, qui affectent leur comportement et ne peuvent pas toujours être prédits. Le personnage de Gandalf, par exemple, se déplace librement dans le monde du jeu (environ 50 lieux), prend des objets, se bat et peut être capturé.
La volatilité des personnages, ainsi que le moteur physique riche et le système de combat imprévisible, permettaient au jeu d'être joué de plusieurs façons différentes, bien que cela peut aussi causer des problèmes (comme la mort d'un personnage important dès le début du jeu). Il y a plusieurs solutions possibles, et avec du recul, on peut considérer le jeu comme un des premiers exemples de gameplay émergent. Cependant, ceci a également causé beaucoup de bugs ; par exemple, pendant le développement Megler découvrit que les PNJ animaux s'entretuaient avant que le joueur arrive. La documentation du jeu avait l'avertissement suivant : "À cause de l'immense taille et complexité du jeu il nous est impossible de garantir que le jeu sera un jour complètement sans bugs." Melbourne House sortit une version 1.1 avec quelques corrections, mais avec un autre bug qui rendait le jeu infinissable, ce qui les força à sortir une version 1.2 ; l'entreprise ne corrigea jamais tous les bugs.

## Historique

### Développement et édition
Le studio australien Beam Software, alors en plein développement, embaucha deux étudiants de l'Université de Melbourne, Philip Mitchell, qui s'occupa surtout de la programmation, et Veronika Megler, qui conçut notamment le système physique, les énigmes, et écrivit le texte. Leur consigne était alors de faire le meilleur jeu d'aventure textuelle au monde. Stuart Richie, spécialiste du langage, fut également embauché pour créer l'analyseur syntaxique et l'Inglish,
Le jeu fut édité par Melbourne House pour la plupart des plateformes informatiques disponibles alors, des principales : ZX Spectrum, Commodore 64, Amstrad CPC 464, BBC Micro aux moins connues : MSX, Dragon 32 ou Oric. Par un arrangement avec l’éditeur du livre, et à la demande expresse des héritiers de l'auteur, une copie du roman était incluse dans le jeu.
Après la sortie du jeu, les développeurs n'eurent plus de contact avec Veronika Megler, qui continua ses études ; pour elle, l'écriture du jeu n'était qu'un simple job étudiant. Elle ne sut pas à quel point le jeu eut un impact sur des milliers de joueurs avant plusieurs décennies ; l'avènement d'Internet permit à des fans de retrouver son adresse email, et elle reçut des dizaines d'emails de fans. Elle obtint son doctorat en informatique (avec une thèse sur un moteur de recherche pour le big data), et vit actuellement à Portland.

### Succès
The Hobbit a reçu en 1983 le Golden Joystick Award du meilleur jeu de stratégie. Le jeu a été un important succès commercial. Plus de 100 000 exemplaires ont été achetés dans ses deux premières années, au prix de 14,95 £. Un article de mars 1985 estime qu'il s'en est vendu entre 100 000 et 200 000 ; Alfred Milgrom, cofondateur du studio de développement, a indiqué qu'il s'en est vendu environ 250 000.
Certaines sources indiquent qu'à la fin des années 1980, il s’était vendu plus d’un million d'exemplaires, bien qu'on avance aussi le chiffre de 500 000 exemplaires. Dans tous les cas, c'est un bon candidat, avec Zork, pour le titre de fiction interactive à analyseur syntaxique qui s'est le mieux vendue dans le monde entier.

### Héritage
Un livre d’aide de David Elkan intitulé A guide to playing The Hobbit est publié en 1984.
Beam Software développe les suites : Lord of the Rings: Game One parue en 1986, puis Shadows of Mordor: Game Two of Lord of the Rings l’année suivante ; ils réutilisent le moteur Inglish dans Sherlock en 1984, par le même développeur.
En 1986, CLR sort une parodie du jeu intitulée The Boggit.
Le jeu est l'une des entrées de l'ouvrage Les 1001 jeux vidéo auxquels il faut avoir joué dans sa vie.
Discworld Noir fait une référence à The Hobbit, quand le protagoniste, Lewton, découvre qu'un personnage s'est enfermé dans un tonneau de vin, se demande pourquoi les phrases « You wait - time passes » et « Thorin sits down and starts singing about gold. » lui viennent à l'esprit.